# Plouzané
Plouzané (bret. Plouzane) – miejscowość i gmina we Francji, w regionie Bretania, w departamencie Finistère.
Według danych na rok 1990 gminę zamieszkiwało 11 400 osób, a gęstość zaludnienia wynosiła 344 osoby/km² (wśród 1269 gmin Bretanii Plouzané plasuje się na 23. miejscu pod względem liczby ludności, natomiast pod względem powierzchni na miejscu 225.).

## Współpraca
- Kilrush, Irlandia
- Pencoed, Wielka Brytania
- Stelle, Niemcy
- Ceccano, Włochy